# Handarpe (Melle)
Handarpe ist ein Ortsteil der Stadt Melle im Landkreis Osnabrück in Niedersachsen. Der Ort bildete bis 1970 eine Gemeinde im damaligen Landkreis Melle. Zur Unterscheidung von einer gleichnamigen Gemeinde im Landkreis Melle hieß die Gemeinde bis 1962 Handarpe (Kirchspiel Wellingholzhausen). Handarpe gehört heute zum Meller Stadtteil Wellingholzhausen.

## Geographie
Die ehemalige Bauerschaft Handarpe besitzt keinen Dorfkern, sondern besteht hauptsächlich aus östlich von  Wellingholzhausen verstreut liegenden Einzelhöfen. Daneben gehört ein großer Teil des Industriegebiets am östlichen Rand von Wellingholzhausen zum Ortsteil Handarpe.

## Geschichte
Die Bauerschaft Handarpe gehörte bis zu den Napoleonischen Kriegen zum Amt Grönenberg des Hochstifts Osnabrück. Von 1807 bis 1810 gehörte Handarpe zum Kanton Melle des napoleonischen Satellitenstaats Königreich Westphalen. Von 1811 bis 1813 gehörte der Ort unmittelbar zu Frankreich und dort zur Mairie Wellingholzhausen im Arrondissement Osnabrück des Departements der Oberen Ems. 1814 kam Handarpe zum Königreich Hannover und bildete dort eine Gemeinde im Amt Grönenberg. 1867 fiel Handarpe mit dem gesamten Königreich Hannover an Preußen und seit 1885 gehörte die Gemeinde zum Landkreis Melle. Innerhalb des Landkreises Melle gehörte die Gemeinde zur Samtgemeinde Wellingholzhausen. Zur Unterscheidung von einer zweiten Gemeinde Handarpe im Landkreis Melle erhielt die Gemeinde den Namen Handarpe (Kirchspiel Wellingholzhausen), während die andere Gemeinde den Namen Handarpe (Kirchspiel Sondermühlen) trug. Am 13. September 1962 wurden die beiden Gemeinden in Handarpe bzw. Sondermühlen umbenannt. Am 1. Januar 1970 wurde Handarpe in der ersten Phase der Gebietsreform in Niedersachsen in die Gemeinde Wellingholzhausen eingegliedert. Diese wiederum wurde am 1. Juli 1972 Teil der Stadt Melle.

## Einwohnerentwicklung
| Jahr | Einwohner | Quelle |
| ---- | --------- | ------ |
| 1845 | 190       | [ 3 ]  |
| 1871 | 187       | [ 4 ]  |
| 1910 | 198       | [ 5 ]  |
| 1939 | 229       | [ 6 ]  |
| 1950 | 378       | [ 7 ]  |
| 1961 | 282       | [ 7 ]  |

## Baudenkmale
In Handarpe sind zwei Kruzifixe an der Küingdorfer Straße denkmalgeschützt.

## Wirtschaft
Im Industriegebiet am westlichen Rand des Ortsteils befinden sich unter anderem die Werke der Strautmann Hydraulik und der Strautmann Zerspanungstechnik.